# مومیایی‌های ۳۱۷-الف و ۳۱۷-ب

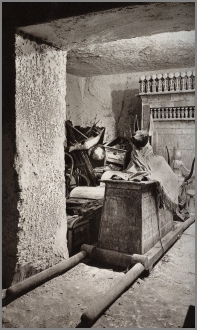
نمای خزانه. جعبۀ شماره ۳۱۷ در گوشه سمت چپ معبد آنوبیس قابل مشاهده است.

مومیایی‌های ۳۱۷-الف و ۳۱۷-ب (انگلیسی: 317a and 317b mummies) بقایای دو دختر نوزاد توت‌عنخ‌آمون فرعون دودمان هجدهم مصر هستند. مادر آنها که از طریق آزمایش دی‌ان‌ای به‌طور مشروط مومیایی KV21A دانسته شده است که احتمالاً عنخ‌اسن‌آمون تنها همسر شناخته شده توت‌عنخ‌آمون است. ۳۱۷-الف به‌طور زودرس در حدود ۵–۶ ماهگی به دنیا آمده است و ۳۱۷-ب در زنان طبیعی یا نزدیک به زمان طبیعی تولد به دنیا آمده است. به نظر می‌رسد که آنها یا مرده به دنیا آمده‌اند یا بلافاصله پس از تولد درگذشته‌اند.
این دو نوزاد در آرامگاه توت‌عنخ‌آمون در دره پادشاهان دفن شدند که توسط مصرشناس مشهور بریتانیایی هاوارد کارتر در سال ۱۹۲۲ کشف شد. اجساد آنها مومیایی شده و به همان شیوه‌ای که برای بزرگسالان با مقام بالا انجام می‌شد، پیچیده شده بود و ۳۱۷-الف ماسک مومیایی طلایی داشت؛ ماسک نوزاد ۳۱۷-ب برای او بسیار کوچک بود و در سال ۱۹۰۷ در میان بقایای وسایل مومیایی و ضیافت تدفین توت‌عنخ‌آمون که در KV54 ذخیره شده بود پیدا شد. هر کدام از دختران در مجموعه‌ای مینیاتوری از دو تابوت دفن شدند که طراحی مشابه تابوت‌های اشرافی داشت. هر دو کودک بدون نام بودند، زیرا نوشته‌های تابوت تنها آنها را «ازیریس» می‌نامند که اصطلاحی رایج و کلی برای مردگان است، بنابراین آنها با شماره‌هایی که توسط کارتر در حین حفاری به آنها اختصاص داده شده، شناخته می‌شوند.
این مومیایی‌ها چندین بار از زمان کشفشان مورد بررسی قرار گرفته‌اند. ۳۱۷-الف توسط کارتر در سال ۱۹۲۵ باز شده بود و هر دو مومیایی توسط کالبدشناس بریتانیایی داگلاس دری در سال ۱۹۳۲ مورد بررسی قرار گرفتند. تصویربرداری با پرتو ایکس و آزمایش‌های سرم‌شناسی بر روی ۳۱۷-ب در دهه ۱۹۷۰ انجام شد و هر دو در سال ۲۰۰۸ مجدداً با سی‌تی اسکن بررسی شدند، و مشخص شد بقایا در وضعیتی شکننده و تخریب‌شده هستند. هیچ علت مرگ برای هیچ‌کدام از کودکان مشخص نشد و هیچ بیماری یا شرایط ویژهٔ خاص و قابل مشاهده‌ای در آنها یافت نشد. تشخیص دهه ۱۹۷۰ برای ۳۱۷-ب شامل بیماری‌هایی مانند ناهنجاری اشپریگل و اسپینا بیفیدا به عنوان نتیجهٔ شکستگی و دررفتگی استخوان‌ها پس از مرگ تعیین شد.

## کشف
مومیایی‌ها در در گوشه شمال‌شرقی خزانه مقبره توت‌عنخ‌آمون دفن شده بودند. تابوت‌های آنها در یک جعبه چوبی باز روی یک توده از اشیاء که شامل ضریح اوشابتی، جعبه‌ها و یک قایق مدل بود پیدا شدند؛ کنار آنها مجموعه‌ای مینیاتوری از تابوت‌های تو در تو قرار داشت که شامل یک دسته مو متعلق به مادر بزرگتوت‌عنخ‌آمون تیه بود. درب جعبه یک بار با طناب بسته شده و مهر شده بود، اما توسط دزدان در دوران باستان برداشته شده بود و پشت جعبه مجاور قرار داده شد.
دو تابوت کنار یکدیگر، سر به پا (عمودی) قرار گرفته بودند؛ قطعاتی از نوک تابوت بزرگتر (۳۱۷-ب) برداشته شده بود تا درب آن بسته شود. نوارهای پارچه‌ای در ناحیه گردن، وسط و مچ پا درب‌های بیرونی تابوت‌ها را مهر و موم کرده بودند؛ هر کدام با مُهر گلی که بر روی آن نقش شغال آنوبیس با نه بردهٔ اسیر حک شده بود، محکم شده بودند. در داخل هر تابوت بیرونی، یک تابوت درونی طلایی قرار داشت که در داخل آن، بدن مومیایی شده و پیچیده شده یک کودک نوزاد که مرده به دنیا آمده بود قرار داشت که «طبق رسوم دفن دودمان هجدهم مصر حفظ شده بود». ۳۱۷-الف کوچک‌ترین مومیایی از دو مومیایی بود و ماسک کارتونیج طلایی داشت؛ مومیایی دیگر، ۳۱۷-ب، کمی بزرگتر بود و ماسک نداشت. کارتر پوشش مومیایی کوچکتر، ۳۱۷-الف را در بین کشف آن و بررسی آن توسط کالبدشناس بریتانیایی داگلاس دری در سال ۱۹۳۲ باز کرد و از مراحل باز کردن آن یادداشت برداشت. در سال ۱۹۲۹ تابوت‌ها به موزه مصر در قاهره منتقل شدند اما مومیایی‌ها پس از بررسی‌های کالبدشناسی در سال ۱۹۳۲ به‌طور جداگانه در دانشکده پزشکی دانشگاه قاهره نگهداری شدند.

## تابوت‌ها
مومیایی‌های ۳۱۷-الف و ۳۱۷-ب هر کدام دارای مجموعه‌ای جداگانه از تابوت‌های درونی و بیرونی به شکل مومیایی بودند. این دو مجموعه از نظر طراحی تقریباً مشابه هم هستند، اما از نظر اندازه کمی تفاوت دارند؛ طول تابوت‌های بیرونی ۳۱۷-الف و ۳۱۷-ب به ترتیب ۴۹٫۵ سانتیمتر و ۵۷٫۷ سانتیمتر است. طراحی و تزئینات تابوت‌ها تقلیدی از آنچه بود که در آن دوره توسط اشراف و افراد خصوصی استفاده می‌شد. تابوت‌های بیرونی دارای طراحی با پایه سیاه و تزیینات طلاکاری شده هستند. در این تابوت‌ها متوفی به شکل مومیایی پیچیده‌شده‌ای که یک کلاه‌گیس راه‌راه آبی و طلایی و یک یقه اوسخ با بندهایی انتهایی به شکل سر شاهین به تصویر کشیده شده است. بازوها به صورت ضربدری روی سینه قرار داده شده و دستان مشت شده‌اند، اما هیچ چیزی در دستان آنها نیست. یک عقاب بال‌های خود را بر روی شکم گشوده است و نوارهای عمودی و افقی طلاکاری‌شده‌ای که در تابوت‌ها قرار دارند، خدایان متوفی را فرا می‌خوانند. الهه‌های نفتیس و ایزیس (با دو ستون دجد) به ترتیب در بالای سر و در پای تابوت به صورت زانو زده نشان داده شده‌اند. بقیه سطح با رزین سیاه پر شده است. درب هر تابوت بیرونی با هشت مورتیس و تنون به جعبه تابوت متصل شده است.
تابوت‌های درونی طراحی مشابهی دارند اما کاملاً با ورق طلایی پوشیده شده‌اند. نوشته‌های هیروگلیف مصری بر روی هر دو مجموعه تابوت‌ها «فقط به یک ازیریس بی‌نام» (یعنی متوفی) اشاره دارند. از آنجایی که هیچ نامی برای کودکان مشخص نشده است، آنها به جای آن با شماره‌های شیء که توسط کارتر در حین حفاری به آنها اختصاص داده شده، شناخته می‌شوند.

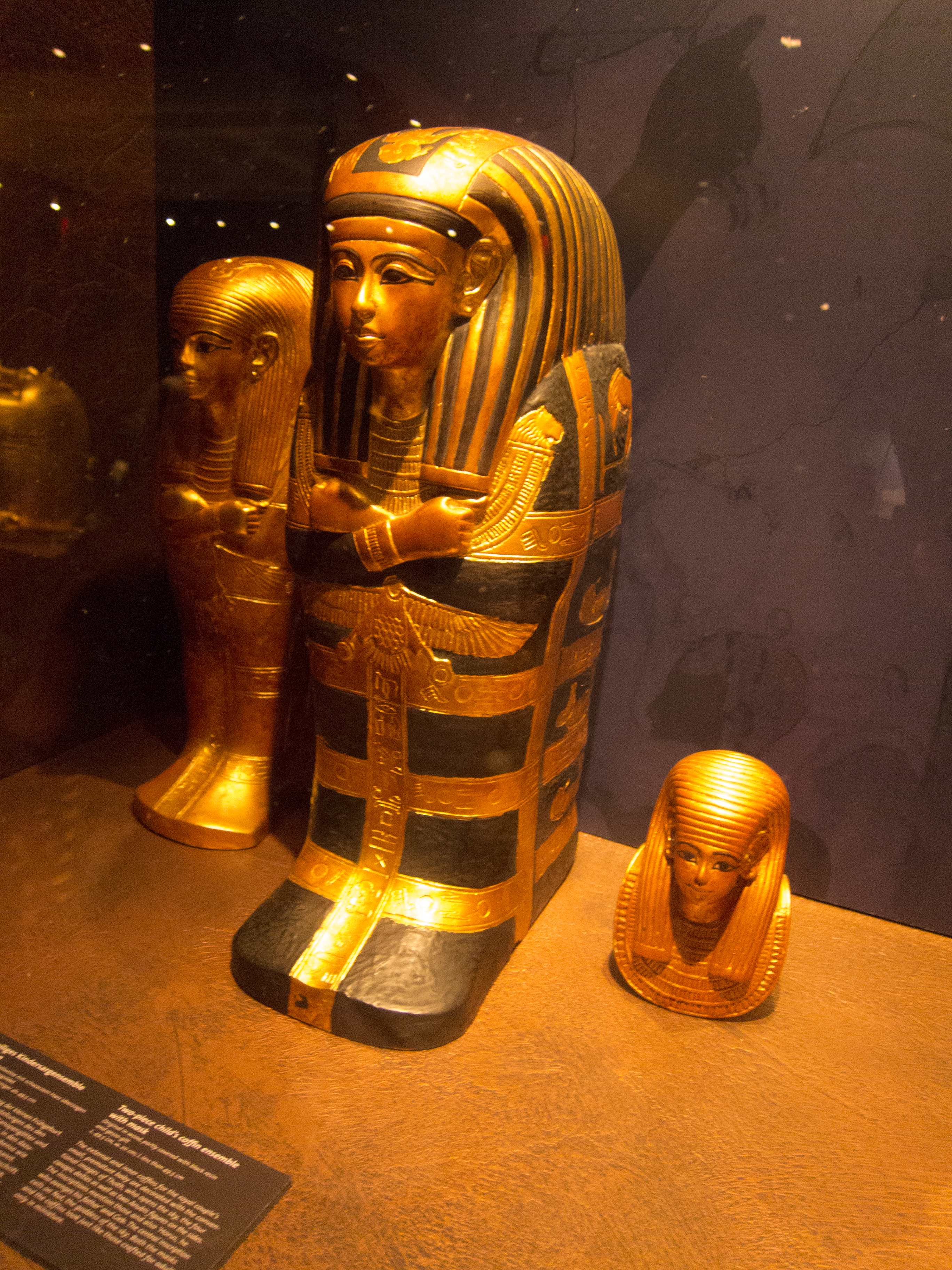
ماکت تابوت و ماسک مومیایی ۳۱۷-الف
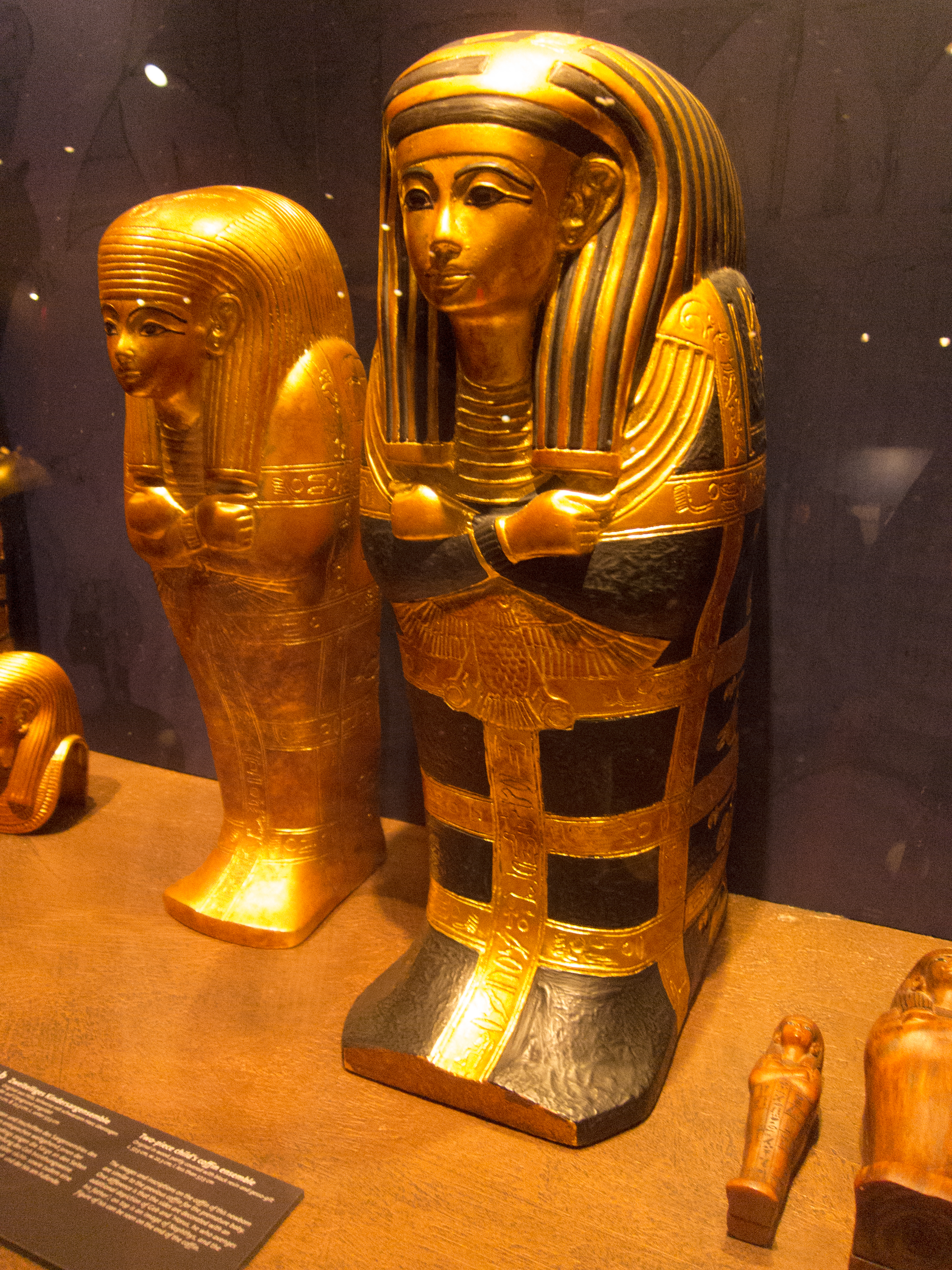
ماکت تابوت و ماسک مومیایی ۳۱۷-ب